# Acanthagrion phallicorne
Acanthagrion phallicorne là một loài chuồn chuồn kim trong họ Coenagrionidae.
Acanthagrion phallicorne được Leonard miêu tả khoa học năm 1977.